# Dejan Trajkovski
Dejan Trajkovski (Maribor, 14 aprile 1992) è un calciatore sloveno, difensore del Džiugas Telšiai.

## Caratteristiche tecniche
È un terzino sinistro.

## Carriera

### Club
Vanta 10 presenze in Europa.

## Palmarès

### Club

#### Competizioni nazionali
- Campionato sloveno: 3

Maribor: 2011-2012, 2012-2013, 2013-2014
- Coppa di Slovenia: 2

Maribor: 2011-2012, 2012-2013
- Supercoppa di Slovenia: 3

Maribor: 2012, 2013, 2014
- Coppa di Slovacchia: 1

Spartak Trnava: 2021-2022